# Palawan-Flughund

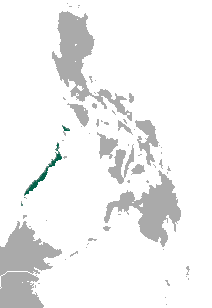
Verbreitungsgebiet des Palawan-Flughundes

Der Palawan-Flughund (Acerodon leucotis) ist ein auf den westlichen Philippinen verbreitetes Fledertier in der Familie der Flughunde. Die Art wurde ursprünglich in die Gattung Pteropus eingeordnet.

## Merkmale
Der schwanzlose Palawan-Flughund ist mit 130 bis 165 mm langen Unterarmen, Ohren von 29 bis 32 mm Länge und durchschnittlich 46 mm langen Hinterfüßen ein mittelgroßer Gattungsvertreter. Angaben zu Körperlänge und zum Gewicht liegen nicht vor. Der Schädel erreicht an der weitesten Stelle eine Länge von 67 bis 69 mm. Der Körper ist mit hellem lohfarbenen Fell bedeckt, das an einigen Stellen mehr oder wenige weißliche Stellen hat. Dabei ist der Kopf zwischen den Ohren wie die hellen Flecken auf dem Rumpf gefärbt, während um den Hals ein goldroter Mantel vorhanden ist. Typisch sind die an den Spitzen abgerundeten Ohren, die leicht durchscheinend und hellbraun bis weißlich sind. Der erste Prämolar im Oberkiefer fällt meist im jungen Alter der Tiere heraus.

## Verbreitung
Dieser Flughund bewohnt die Inseln Palawan, Busuanga, Calamian, Culion, Balabac und kleinere Inseln der Region. Er hält sich im Flachland in unterschiedlichen Wäldern, in Mangrovensümpfen sowie in angrenzenden Anbaugebieten auf.

## Lebensweise
Die nachtaktiven Exemplare ruhen am Tage in den Kronen von Bäumen oder unter zu zeltartigen Konstruktionen umgewandelten Blättern. Sie bilden kleinere Kolonien mit bis zu 80 Mitgliedern. Auf den größeren Inseln ist das geeignete Habitat dieser Art meist durch den Kalong (Pteropus vampyrus) oder den Insel-Flughund (Pteropus hypomelanus) okkupiert. Die Suche nach Früchten wie Mangos oder Feigen findet meist 8 Meter über dem Grund statt. Die Fortpflanzung erfolgt soweit bekannt, wie bei anderen Mitgliedern der Gattung Acerodon. Schätzungsweise leben die Tiere 6 bis 8 Jahre.

## Gefährdung
Der Bestand ist durch die Umwandlung der Wälder zu Plantagen oder zu Bergbaugebieten bedroht. Mehrere Exemplare werden als Bushmeat gejagt. Das einzige bekannte Naturschutzgebiet im Verbreitungsgebiet wurde 2013 von einem Taifun heimgesucht. Wenige Exemplare wurden zwei Jahre später registriert. Die IUCN listet den Palawan-Flughund als gefährdet (vulnerable).